# Casa del Almirante (Cádiz)

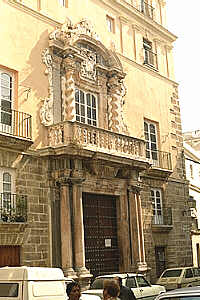
Casa del Almirante

La casa del Almirante es una casa-palacio de Cádiz, España, producto del comercio indiano de la ciudad, situada en la plazuela de San Martín, fue mandada construir a finales del siglo XVII por la familia del almirante de la Flota de Indias, Diego de Barrios. Del exterior destaca la magnífica portada de mármoles de Génova, salida del taller de los Andreoli y montada por el maestro García Narváez. El patio columnado, la escalera bajo cúpula elíptica y el salón del piso principal dan aún muestras de su nobleza.
Se trata de una casa-palacio de estilo barroco. En la grandiosa fachada, modificada por el hijo del constructor, Ignacio de Barrios, sobresale la portada de mármoles rojos y blancos, con dos cuerpos: el inferior con cuatro columnas pareadas de orden toscano y el superior con un balcón enmarcado por columnas salomónicas y frontón curvo con el escudo familiar, además de otros adornos propios del estilo. En la parte superior dos torres miradores con pilastras rematan el conjunto. 
En su interior son dignos de mención: el salón principal, de planta irregular con el escudo familiar pintado en el techo y el patio, de arcos apuntados sobre columnas toscanas; una cúpula elíptica sobre pechinas cubre la escalera.
En 2008 comenzaron las obras para acondicionarlo como hotel de gran lujo.

## Descripción
El inmueble presenta forma irregular y un alzado de cuatro plantas. Su disposición interior está centrada por un patio en torno al cual se distribuyen las diferentes dependencias. La zona baja destinada para almacén, la segunda o entreplanta a oficinas, a continuación la planta noble que habitan los propietarios y la cuarta utilizada para vivienda del servicio.

### Zaguán y patio
Se accede al interior del inmueble a través de un amplio zaguán que comunica directamente con el patio. Este se encuentra descentrado hacia su lado derecho respecto a la entrada, tiene planta rectangular y está formado, en dos de sus lados, por galerías que descansan en dos arcos de medio punto sobre columnas de capitel toscano y cimacio superior, ambos realizados en mármol rojizo importado de Génova. Los arcos están decorados con molduras geométricas y ménsulas en la clave con motivos vegetales. El tercer frente del patio presenta la misma arquería pero adosada al muro, en el que se abren dos vanos adintelados cubiertos de reja. El cuarto lado que conforma al patio se corresponde con un muro de medianera en el cual se abren balconadas a la altura de la primera planta. Sobre estas arcadas que conforman los tres lados del patio, se levanta una amplia y moldurada cornisa sobre la que se eleva la fachada de la planta noble del edificio.
Esta presenta en cada frente dos vanos adintelados o balcones, enmarcados con molduras planas rectangulares y ménsulas en la clave. Entre los citados vanos se adosan al muro pilastras que conectan con otra cornisa superior sobre la cual se levanta un pretil que delimita una azotea, compuesto de pilares que alternan con antepecho de hierro. El cuarto piso se encuentra retranqueado respecto a los anteriores, en sus muros se abren vanos adintelados, asimétricos y de diferentes medidas.
En un lateral del patio se ubican dos brocales de pozo, ambos realizados en mármol blanco. Cada uno de ellos presenta planta ochavada, cuatro de sus ocho paños se decoran con relieves de mascarones que alternan con otros cuatro con el paramento liso.

### Escalera

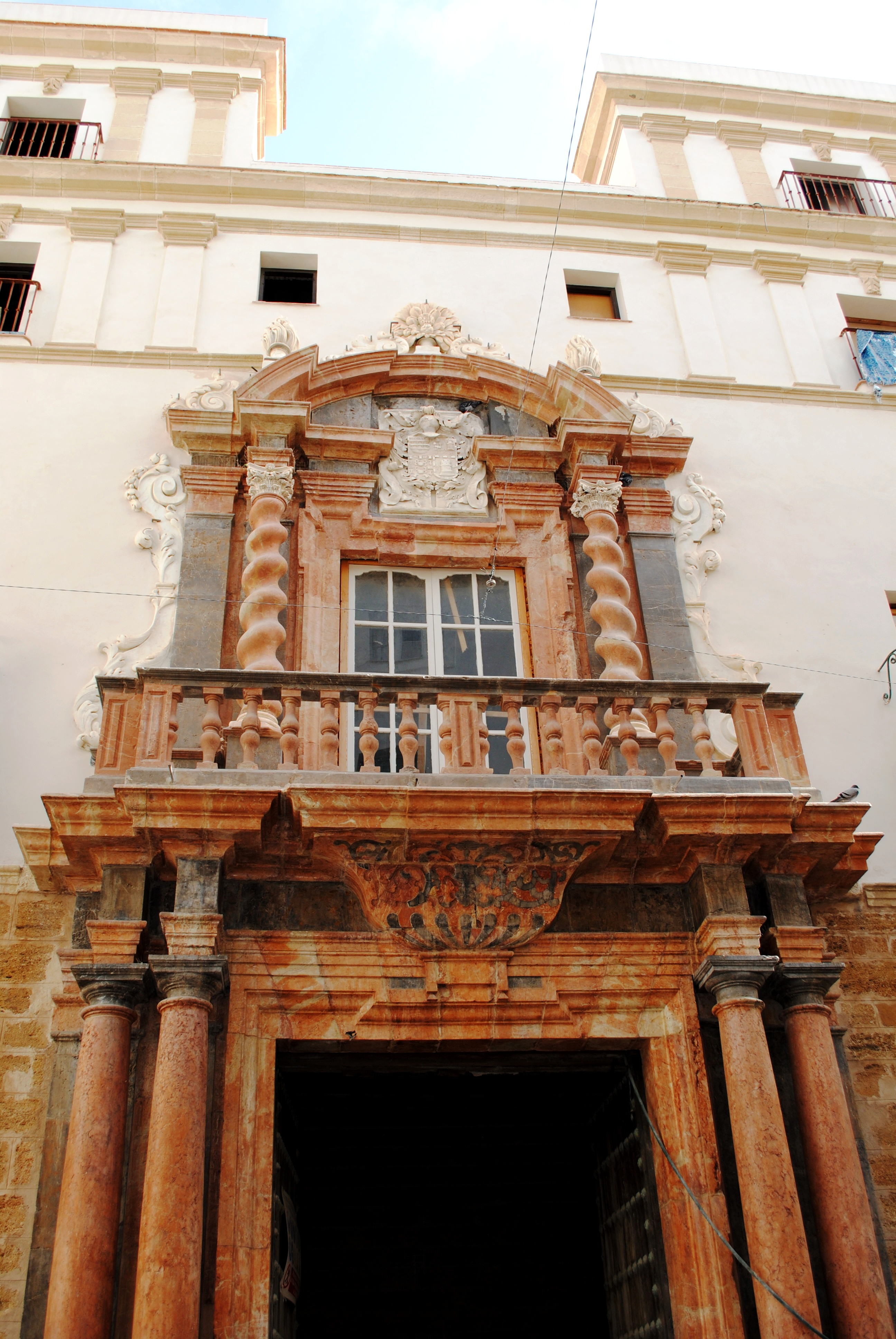
Detalle de la casa en 2010.

El acceso a la planta principal se realiza a través de una escalera monumental, de tipo conventual que parte de la galería que conforma al patio en su costado izquierdo. Se resuelve en una caja rectangular cubierta con bóveda ovalada sobre pechinas, decorada con gallones de yeserías que convergen en un florón central, asimismo, las pechinas muestran cartelas y decoración vegetal. La escalera se compone de dos tramos, con peldaños de mármol y baranda de madera de caoba torneada. Bajo el primer tramo se dispone una estructura abovedada centrada por una columnilla de mármol.

### Estancias
Las distintas dependencias conservan su estructura original, cubiertas con sencillas techumbres de viguerías de madera, salvo la estancia que se abre paralela a la fachada principal, en la planta noble, que se cubre con techo raso de yeso en cuyo centro aparece, pintado al fresco, el escudo de armas de la familia, rodeado de cintas y motivos vegetales.
En el exterior el inmueble presenta tres fachadas. La fachada principal se abre a la plaza de San Martín, los muros del primer y segundo cuerpo y los ángulos del tercero están realizados con piedra ostionera. El resto de la fachada se encuentra actualmente enfoscada y pintada de color almagra. Consta de un alzado de cuatro plantas separadas mediante cornisa, salvo las dos primeras que están englobadas en una sola. La tercera planta que se corresponde con la zona noble es de altura superior a las del resto del edificio.
La fachada está ordenada mediante un eje de simetría centrada por la portada. Todos los vanos son rectangulares, los de la planta baja de acceso y los restantes en forma de balcones cubiertos con antepecho de hierro. La cuarta planta presenta dichos vanos con ménsulas en la clave y flanqueados por pilastras pareadas de orden toscano, cuyos fustes se decoran con esgrafiados imitando fábrica de ladrillos. Sobre este último cuerpo, en los extremos de la fachada, se elevan dos torres-miradores, sus plantas rectangulares repiten la misma disposición de la cuarta planta.
La portada principal destaca por su monumentalidad. Está realizada en mármoles rojizos de diferentes tonalidades importados de Génova. Consta de dos cuerpos, el primero ocupa la zona central de las dos primeras plantas del edificio. Se compone de un vano adintelado, con marco moldurado, flanqueado en sus laterales por sendas columnas pareadas de orden toscano, sobre altos pedestales y un cuerpo central troncocónico decorado con incrustaciones, sobre los que descansa el voladizo del balcón superior del segundo cuerpo, dispuesto con antepecho de balaustres de mármol blanco.
La zona superior de la portada se dispone en torno a un vano central, adintelado, con marco moldurado, flanqueado con columnas salomónicas y sendas pilastras terminadas en roleos. En la zona superior remata un frontón curvo partido, en cuyo tímpano alberga el escudo de armas de la familia. Termina la portada una decoración compuesta de motivos vegetales y flameros.
Declarado Bien de Interés Cultural con la categoría de monumento, publicado en el BOJA 87/2005, de 6 de mayo de 2005.